# 귀여운 바람둥이
《귀여운 바람둥이》(영어: Mermaids)는 미국에서 제작된 리처드 벤저민 감독의 1990년 코미디 드라마 영화이다. 셰어, 밥 호스킨스 등이 출연하였고, 로런 로이드 등이 제작에 참여하였다.
1990년 12월 개봉했으며, 위노나 라이더의 연기가 특히 좋은 평가를 받아 1991년 제48회 골든 글로브상 영화 부문 여우조연상 후보에 올랐다.

## 줄거리
1963년 오클라호마주에 살던 15살 샬럿과 9살 이부 동생 케이트는 홀로 자신들을 키우던 31살 엄마 레이철이 유부남 상사와 헤어짐에 따라 매사추세츠주 이스트포트 작은 마을로 이주하게 된다. 한참 가톨릭교회에 심취해있는 샬럿은 수녀원 관리인이자 지역 학교 버스 운전사인 26살 조와 알게 된다. 한편 레이철은 동네 신발 가게 주인 루와 가까워진다.
존 F. 케네디가 암살 당한 후 샬럿은 수녀원 종을 치는 조를 발견하고, 조를 위로해주다가 입을 맞춘다. 샬럿은 죄를 저질렀다고 느끼고 속죄를 위해 단식에 들어간다. 신이 무염시태를 일으켜 자신을 벌하리라 생각한 샬럿은 레이철의 차를 훔쳐 코네티컷주 뉴헤이븐으로 도망치는데...

## 출연
- 셰어 - 레이철 플랙스 / 플랙스 부인 역
- 밥 호스킨스 - 루이스 "루" 랜드스키 역
- 위노나 라이더 - 샬럿 플랙스 역
- 마이클 셰플링 - 조지프 "조" 퍼레티 역
- 크리스티나 리치 - 케이트 플랙스 역
- 캐럴라인 맥윌리엄스 - 캐리 역
- 잰 마이너 - 수녀원장 역
- 베치 타운젠드 - 메리 오브라이언 역
- 리처드 매컬베인 - 크레인 씨 역
- 폴라 플럼 - 크레인 부인 역

## 기타 제작진
- 협력 제작: 수잰 로스바움
- 미술: 스튜어트 워츨
- 의상: 마릿 앨런